# Moncoutant-sur-Sèvre
Moncoutant-sur-Sèvre es una comuna nueva francesa situada en el departamento de Deux-Sèvres, de la región de Nueva Aquitania.

## Historia
Fue creada el 1 de enero de 2019, en aplicación de una resolución del prefecto de Deux-Sèvres de 23 de noviembre de 2018 con la unión de las comunas de La Chapelle-Saint-Étienne, Le Breuil-Bernard, Moncoutant, Moutiers-sous-Chantemerle, Pugny y Saint-Jouin-de-Milly, pasando a estar el ayuntamiento en la antigua comuna de Moncoutant.

## Demografía
Según los datos aportados en la resolución del prefecto de Deux-Sèvres, la comuna se crea con 5192 habitantes.

## Composición
| Comuna fusionada          | Código INSEE | Población (2016) | Superficie (km²) | Densidad (hab./km²) |
| ------------------------- | ------------ | ---------------- | ---------------- | ------------------- |
| La Chapelle-Saint-Étienne | 79075        | 321              | 18.81            | 17                  |
| Le Breuil-Bernard         | 79051        | 527              | 8.25             | 64                  |
| Moncoutant                | 79479        | 3171             | 26.32            | 120                 |
| Moutiers-sous-Chantemerle | 79188        | 603              | 25.64            | 24                  |
| Pugny                     | 79222        | 228              | 6.99             | 33                  |
| Saint-Jouin-de-Milly      | 79261        | 191              | 6.77             | 28                  |